# Sanada Yukitaka
Sanada Yukitaka (真田 幸隆 (Chân Điền Hạnh Long) Sanada Yukitaka, 1512 - 1574) là một vị daimyo của vùng Shinano và là một trong 24 vị tướng của Takeda Shingen trong thời kỳ Sengoku. Yukitaka là con trai của Unno Munetsuna, là cha của Sanada Masayuki và là ông nội của vị dũng sĩ nổi tiếng của Nhật Bản, Sanada Yukimura. Quân đội của Takeda Shingen, được chỉ huy bởi Sanada Yukitaka đã mang lại chiến thắng trong trận Toishi (1550, 1551) và ông là một trong 3 Danjo của nhà Takeda. Ông còn tham gia vào trận thứ 4 ở Kawanakajima (1561). Năm 1574, Yukitaka mất vì bị bệnh.